# Мистецтво католицьких орденів в іспанських Андах
Мистецтво католицьких орденів в іспанських Андах — комплекс релігійних творів, виготовлених на території сучасних Перу, Колумбії та Еквадору у 16-19 століттях на замовлення чотирьох католицьких орденів — Доминіканців, Францисканців, Мерседаріанців та Єзуїтів.

## Передумови появи мистецтва католицьких орденів
Франсиско Пісарро прибув до Перу у 16 столітті з мандатом від імператора Священної Римської імперії і короля Іспанії Карла V-го, аби встановити у західній частині Південної Америки іспанську владу та поширити римсько-католицьку віру. Об'єктом навернення були представники інків. Основну роль у місії серед інків виконували кілька чернечих орденів, не парафіяльне священство. 
Доминіканці, Францисканці, Мерседаріанці та Єзуїти розгорнули жваву культурну роботу, активно конкуруючи у способах проповіді віри в Христа. Чернечі ордени робили багаті замовлення на створення картин, художніх зображень, а також цілих галерей жанрових дерев'яних скульптур, які й були єдиним ефективним способом достукатися до індіанських племен, які дотримувалися досить цілісних традиційних вірувань. 

### Живопис
Більшість картин на теми Євангелія була створена в Еквадорі та Перу на замовлення чернечих орденів. Але вже починаючи з 18 століття це картинне мистецтво мало самодостатню функцію ствердження корпоративної орденської харизми, зміцнення новопосталої традиції та вербування нових прибічників або й приватних колекцій лідерів орденів. 

### Іконостаси
Найбільш відомі дерев'яні іконостати збереглися у Кіто, Еквадор. 